# Klever Romantik
Als Klever Romantik wird die Landschaftsmalerei der Romantik (Spätromantik) in Kleve bezeichnet.

## Geschichte

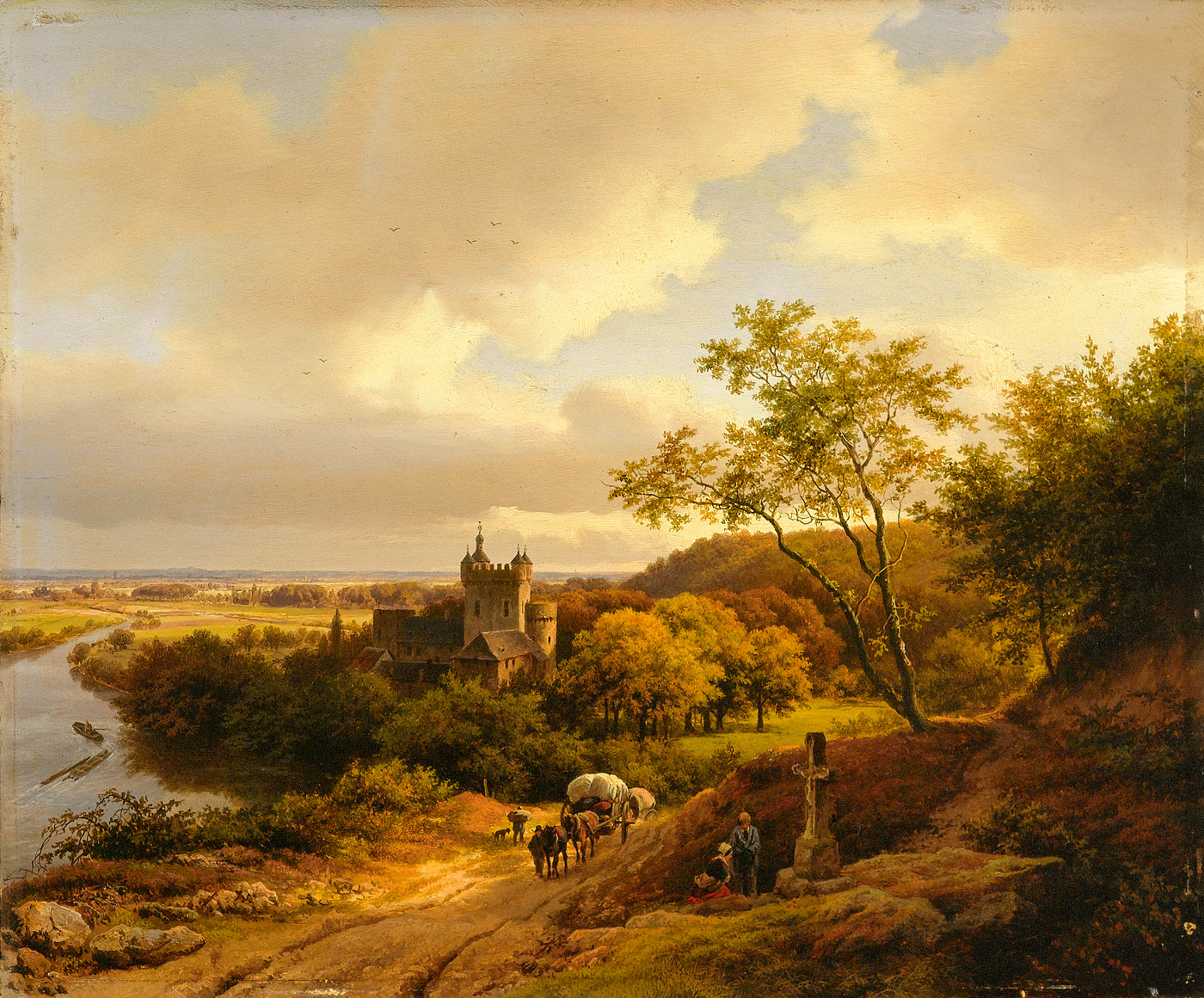
Barend Cornelis Koekkoek: Eine Burg zwischen Bäumen an einem Fluss, 1845, Amsterdam-Museum

Als zentrale Figur der Klever Romantik gilt der niederländische Landschaftsmaler Barend Cornelis Koekkoek, ein Spross der Künstlerfamilie Koekkoek, der sich 1834 mit seiner Ehefrau Elise Thérèse, einer Tochter des niederländischen Malers Jean Augustin Daiwaille, in Kleve ansiedelte und dort im Jahr 1841 eine Zeichenakademie („Zeichen-Collegium“) gründete. Koekkoeks kunstpädagogisches Wirken und das Klever Milieu prägten zahlreiche Landschaftsmaler, etwa Anton Biester, Caesar Bimmermann, Joseph August Bissinger, Félix Bovie, Paul Gabriël, Louwrens Hanedoes, Joseph Hartogensis, Johann Bernhard Klombeck, Maria Louise Koekkoek, Frederik Marinus Kruseman, Cornelis Lieste, Henry Lot und Johannes Tavenraat. Bereits Zeitgenossen fassten die Bedeutung von Koekkoeks Kunstschule und ihrer Schüler als stilprägende Malerschule auf.